# 馬科姆縣
馬科姆縣（英語：Macomb County）是美国密西根州的一個縣，建於1818年1月15日，面積1,476平方公里。根據2020年美國人口普查結果，該縣人口共有88萬1,217人。縣治芒特克萊門斯。